# しんぷる内藤
しんぷる内藤（しんぷるないとう、1991年7月3日 - ）は、かつてプロダクション人力舎で活動していた日本の元男性お笑い芸人。神奈川県茅ヶ崎市出身。本名、内藤 慶（ないとう けい）。

## 来歴
神奈川県立希望ヶ丘高等学校、東京電機大学卒業を経て、2015年にプロダクション人力舎が運営する養成所スクールJCAへ24期生として入学。卒業後の2016年5月より、ピン芸人「しんぷる内藤」としてデビュー。
2019年8月、自身の持ちネタである『カラスに乗って』（自分がたくさんのカラスにぶら下がって飛ぶという姿に見立てながら歌うというネタ）が自身の主催ライブにたまたま訪れていた伊集院光の目に留まり、「しんぷる内藤が面白かった」とツイートされる。その後、『伊集院光とらじおと』（TBSラジオ）にてその歌の詳細を紹介された。
また、週刊少年ジャンプ2020年1月1日号（2019年12月2日発売）の最後の目次ページにて掲載された『尾田栄一郎の最近ハマっているものベスト3』に『カラスに乗って』がランクインし、尾田から「革命軍のテーマソングにさせて貰えないかな」と評される。その縁から同月21日・22日に幕張メッセにて開催された『ジャンプフェスタ2020』への出演を果たし、『カラスに乗って』を披露した。
2021年4月2日、所属事務所の公式ホームページまたは自身のツイッターアカウントにて芸人を引退する事を発表。主な理由として「自分の中で強いアイデアが出せなくなってしまった」事を挙げており、同月5日出演のライブ『バカ爆走! ～24期ライブ「JUMBLE」～』が芸人としての最後の舞台となった。
引退後は一般企業で働くことにし、会社員転身は同棲する恋人の存在もあり、「芸人を続けても（彼女に）楽しい思いをさせてあげられない」という思いもあったからという。「職歴無し」の状態から、同じ元お笑い芸人で元惑星NO.3の中北朋宏が運営する会社「芸人ネクスト」のサポートを借りて自身初めての就職活動に臨み、面接を続けた結果、マーケティングコンサルタント会社に内定した。この模様は日テレNEWS24が密着取材をしており、2021年9月23日放送の『news every.』（日本テレビ）でも放送された。しかし会社でパワハラにあい、1か月で退職した。
その後、完全リモートの会社に再就職して2年間働いたが、海外に行ってみたいと思っていたため、ノリでマレーシアのデジタルノマドビザを取得して2023年8月に単身マレーシアへ移住した。マレーシアでは色々な人と出会い刺激を受けたが、ビザの収入基準を満たせなくなり、約8カ月で帰国し、別の会社に転職して沖縄へ移住したと自身のYouTubeチャンネルで語っている。

## 芸風・人物
- 主に一人コント、リズムネタなどを行なっている。
- 趣味はワンピース鑑賞、へんてこ楽器弾き、喫茶店巡り。特技は架空ドラマモノマネ、架空都市伝説、人をイラつかせる真顔。
- シュールで自虐的なネタにおいては、『きち〜＋厳しい〜＝きちびしー』という造語を作っており、自身のネタの中でも使用されている[8]。
- 養成所時代、ライブの成績がさほど良くなかった影響から事務所に所属出来ると思っていなかった為、所属の合否が発表される日に放送作家学校へ20万円の入学金を納めていた。
- 大学時代にはハガキ職人として「おぎやはぎのメガネびいき」（TBSラジオ）などに投稿していた。
- 大学時代にスターバックスでバイトしていたほどのコーヒー好きで、自身のブログに訪れたカフェなどが多数記載されている。
- 2017年の人力舎ブサイク芸人ランキングで第4位、2018年の人力舎ブサイクランキングでは第1位に輝いた[11]。
- 成人後に水疱瘡を患ってしまった事がある。
- 上記のように、尾田栄一郎が内藤のネタにハマっていると答えているが、自身は尾田原作の『ONE PIECE』をそれまで読んでおらず、上記の尾田の反応を受けて『ONE PIECE』の単行本を全巻買い1週間で読んだという[12]。

## 出演

### テレビ
- 東京オーディション（仮）（TOKYO MX）
- 話題のアプリ ええじゃないか!（TOKYO MX）
- 親愛なる、あだ名様（テレビ東京）
- 白黒アンジャッシュ（チバテレビ）
- 出川のWHY?（テレビ朝日）
- ワンピースバラエティ 海賊王におれはなるTV（フジテレビ）
- シューイチ（日本テレビ）
- 中居正広の金曜日のスマイルたちへ（TBSテレビ）
- 爆笑問題&霜降り明星のシンパイ賞!!（テレビ朝日）
- NEWS every（日本テレビ）

### ラジオ
- 大竹まこと ゴールデンラジオ!（文化放送）
- マイナビ Laughter Night（TBSラジオ）
- なな→きゅう（文化放送）
- サンドウィッチマンの天使のつくり笑い（NHKラジオ第1放送)

### ライブ
- バカ爆走!（事務所ライブ）
- Spark!（事務所ライブ）
- どっきん！（事務所ライブ）
- ジャンプフェスタ2020